# Aristolochia subclausa
Aristolochia subclausa là một loài thực vật có hoa trong họ Aristolochiaceae. Loài này được S.Watson mô tả khoa học đầu tiên năm 1885.